# Atlético Grau N°2
El Atlético Grau N° 2 era un club de fútbol peruano, ubicado en la Provincia Constitucional del Callao, fundado en 1900. Fue uno de los primeros clubes chalacos en realizar prácticas de fútbol. Solía jugar de local en la Pampa de Mar Brava. 

## Historia
El Atlético Grau N°2 fue fundó en 1900 por estudiantes y trabajadores chalacos de la época. Además uno de los pioneros en realizar prácticas del fútbol en el Callao.  Inicialmente el Atlético Grau N°2 participó torneos y campeonatos organizados por clubes contemporáneos  del primer puerto: Alfonso Ugarte , San Martín del Callao , English Comercial School , Almirante Grau  , Sport Victoria , Club Unión Juvenil , Club Independencia , Club Atlético Pardo , Club Bolívar  , Leoncio Prado , Callao High School , National F.B.C. , Sport Bolognesi , 2 de Mayo , Club Libertad , Morro de Arica y Atlético Chalaco.
Luego fue unos de los primeros clubes del Callao en jugar partidos con clubes de Lima. Tenemos como ejemplo: Jorge Chávez Nr. 1 , Club Estrella , Sport Vitarte y  José Gálvez. Todos estos hechos sucedieron antes de la creación de la Liga Peruana de Fútbol en 1912.

## Torneos
- Torneo Pampa Mar Brava de 1903, organizado por Atlético Chalaco.
- Campeonato de Fiestas Patrias : 1903 , 1904 , 1905.
- Torneo Equipos Chalacos de 1908, organizado por Club Libertad.

## Uniforme
Evolución Indumentaria.
| Titular 1 | Titular 2 | Titular 3 | Titular 4 | Titular 5 | Titular 6 |

## Amistosos
- Partido amistoso de 1903 con Club Independencia.
- Partido amistoso de 1911 con José Gálvez.

## Nota
- Para el caso del Callao, existían dos clubes Atlético Grau: El Atlético Grau N°1 y Atlético Grau N°2.